# Nacionalni park Marii Čodra
Marii Čodra je nacionalni park u dolini rijeke Ileta, s brojnim atrakcijama, kao što su plovidba brodom, jahanje, gljivarenje itd. 
Omiljeno je mjesto kazanskih tolkinista, gdje si oni odigravaju bitke.

Turističko je odredište gostima iz Tatarstana. 